# 자르 분지 지역
자르 분지 지역(프랑스어: Le Territoire du Bassin de la Sarre 르 테리투아르 뒤 바생 드 라 사르[*], 독일어: Saarbeckengebiet 자르베켄게비트[*]) 혹은 자르(독일어: Saar), 자르 지역(독일어: Saargebiet)은 제1차 세계 대전 당시 연합군이 라인란트를 점령한 이후에 독일 제국에서 분리한 일부 지역으로, 1920년부터 1935년까지 국제 연맹의 감독하에서 자치권을 얻었다. 베르사유 조약에 의해 성립되었고, 국민투표에 의해 해체되었다.

## 성립
제1차 세계 대전에서 독일 제국이 패배한 후 승전국들은 자르 공업 지대의 미래에 대해 논의했다. 영국이 이 지역이 프랑스에 합병되는 것에 동의했던 반면, 미국은 1919년 4월 9일과 4월 10일 사이의 밤에 15년 기한으로 공업 지대를 분리시키자는 제안을 했다. 이는 프랑스의 전후 피해 보상과 최종적으로 거치게 될 주민투표를 위한 것이었다. 연합국이 달성한 합의문은 베르사유 조약의 45조부터 50조까지 수록되어 있으며, 독일 제국은 이에 서명하였다.
베르사유 조약이 1920년 1월 10일에 발효됨에 따라 자르 지방도 15년간의 국제연맹 지배 하에 놓이게 되었다. 1920년 2월 27일 국제연맹은 그 당시까지의 프랑스 군정에서 "통치 위원회(Regierungskommission)"라 명명된 기구를 분리시켰다. 5인으로 구성된 통치위원회는 1명의 프랑스인과, 자르 지방 출신의 비(非)프랑스인, 그리고 독일인도 프랑스인도 아닌 타국 출신의 3명의 위원으로 구성되었다. 국제연맹 정부는 프랑스 군정에만 전적으로 의존했으며, 주민들은 이를 지지하지 않았다. 1922년 3월 24일의 통치위원회 명령을 통해서 주의회 구성이 계획되었는데, 의회는 주민의 이익을 대변하고 조언하는 역할을 수행했다. 경제적으로 자르 지역은 프랑스 관세, 통화블럭에 통합되었다. 조약에 따르면 1935년에 자르 분지 지역의 미래를 결정할 주민 투표가 계획되어 있었다.

### 경계

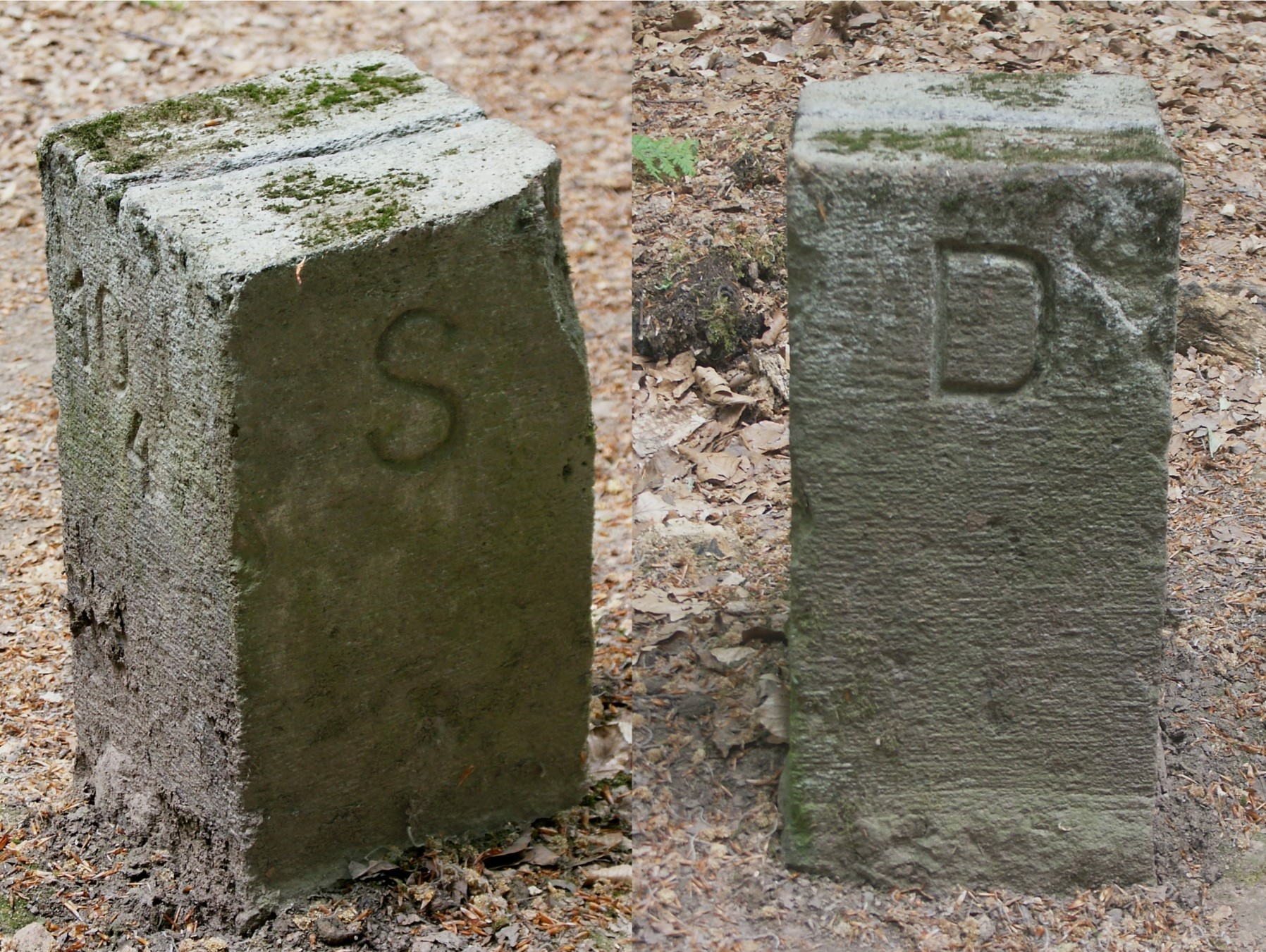
자르 지방(Saargebiet)과 독일(Deutschland)의 옛 경계를 표시하는 텔라이 근처의 표지석

자르 지역의 경계는 베르사유 조약의 48조에서 확정되었다. 경계는 자르 지대의 탄광에서 일하던 광부들의 거주지를 포함하였으며 북쪽과 남동쪽 방향으로 그어졌다. 지역의 범위는 프로이센 왕국의 지방 행정구역이었던 자르브뤼켄(Saarbrücken) 독립시, 자르브뤼켄 군, 오트바일러 군(Ottweiler), 자르루이스 군(Saarlouis) 전체를 포함하였으며, 메르치히 군(Merzig), 장크트 벤델 군(St. Wendel)의 일부도 포함하였다. 바이에른 왕국의 지방 행정구역 중에서는 장크트 잉베르트 구(St. Ingbert) 전체와 홈부르크 구(Homburg)와 츠바이브뤼켄 구(Zweibrücken)의 일부가 포함되었다. 자르 지방을 프랑스와 프로이센에서 가르는 경계는 행정적 경계를 통해 결정된 것과 달리, 올덴부르크와 바이에른에서 가르는 경계는 자연적 경계를 따르고 있었고 토지에 경계선을 정확히 확정하는 일이 필요했다. 이 작업은 5인으로 구성된 위원회(프랑스인 한 명, 독일인 한 명, 국제 연맹 총회에서 임명한 세 명)에게 이관되었다. 위원회는 1920년 12월 20일 파리에서 모든 당사자에 대해 구속력을 가지는 경계 획정 결과물을 내놓았다. 경계선은 1921년 두 권의 지도책에 실린 1:2,500 축척의 지도의 형태로 공포되었다. 새로운 자르 지방의 경계는 자연적인 가족, 행정, 경제 관계를 분단시켰고, 장크트 벤델, 홈부르크, 츠바이브뤼켄 시를 도시 외곽 부분에서 분리시켰으며 주민들은 이를 싫어했다. 또한 관세 통제와 관세 형태 역시 관세 경계의 형성에 기여했다. 지지자가 거의 없는 자르 지방 경계선을 폐지하려는 소망은 1935년 투표에서 자를란트 주민들의 행동에 영향을 주는 하나의 동기였다.

### 이름
프랑스어 조약 원문의 "Bassin de la Sarre"와 "Territoire du Bassin de la Sarre"라는 개념은 독일 제국법률공보(Reichsgesetzblatt)에 실릴 때 독일어로 각각 "자르 분지(Saarbecken)"와 "자르 분지 지역(Saarbeckengebiet)"이라는 외교적 언어로 번역되었다. "분지, 강의 연안, 석탄층"이라는 뜻을 지닌 "Bassin"이라는 프랑스어 개념은 독일어 "Becken"보다 내포하는 뜻이 많다. 국제연맹 자르 통치위원회는 1920년 행정문서에서 "자르 분지(Saarbecken)" 외에도 "자르 지역(Saargebiet)"(1890년대 이후 자를란트를 부르는 가장 흔한 이름이었던 "자르 중공업 지역(Schwerindustriegebiet an der Saar)과 유사), "자를란트(Saarland)" 등의 다양한 이름을 섞어 사용하였다. 약어는 프랑스어로 "la Sarre", 독일어로 "die Saar"가 사용되었다. 형용사형으로는 프랑스어로 "sarrois", 독일어로 "saarländisch"가 사용되었는데, 이는 "자르(Saar)"나 "자르 지역(Saargebie)"의 형용사형이 없었기 때문이다. 자를란트로 이름이 정착되기까지는 오랜 정치적 혼란이 있었다.

## 프랑스의 종속 정책

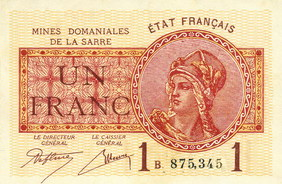
프랑스 자르 탄광관리국의 1 프랑 지폐 (1920년대)

자르 지방은 경제적으로나 정치적으로 프랑스에 의존되어 있었다. 프랑스는 광물, 선철, 석탄 수송을 장악하여 자르 공장의 60 %를 프랑스 지분으로 만들고 곧 석탄 탄광과 자르 지역 서쪽의 철도 소유권을 확대시킴으로써, 가장 중요한 경제 부문을 지배했다. 탄광 인근에는 베르사유 조약 제46조의 부가조항에 따라 프랑스어를 사용하는 "국립학교(Domanialschule)"가 설립되었다. 1923년 6월 1일부터는 프랑스 프랑이 유일한 통화가 되었다. 5년간의 이행 기간이 지난 후 1925년 1월 10일에 자르 지방은 프랑스 관세 지역에 통합되었다. 프랑스는 자르 지방을 하나의 식민지 종류처럼 취급했다. "프랑스인들은 자르브뤼켄에서 살기를 마치 영국인이 봄베이에서 사는 것처럼 지역 주민과 접촉 없이 살았다." "라인란트 천 년 기념제" 시기 무렵인 1925년 6월 19일에는 자르브뤼켄에서 4만 명이 독일로의 귀속을 요구하는 시위를 벌였다. 부분적으로는 북아프리카인들로 구성된 프랑스 군대의 점령, 자를란트 지방의 석탄과 철강 수탈, 그리고 독일민족주의적 선전은 자르 지방 주민들이 독일로 다시 합쳐지기를 더욱 강하게 바라도록 만들었다. 1933년 히틀러의 권력 장악 이전까지 바이마르 공화국 시기 동안 자를란트의 모든 정당은 독일로의 귀속을 지지했다.

## 같이 보기
- 자를란트주
- 자르 보호령

## 참고 문헌
- 귄터 숄트 (Günter Scholdt): "Die Saarabstimmung aus der Sicht von Schriftstellern und Publizisten", 《Zeitschrift für die Geschichte der Saargegend》, 45쇄, Saarbrücken 1997, 170~200쪽.